# 矢住夏菜
矢住 夏菜（やずみ かな、1985年8月13日 - ）は日本のシンガー、作詞家。本名同じ。神奈川県川崎市出身。A型、身長158.5cm。
2006年よりデビュー。現在MUV RINOIE所属。

## 人物
昭和女子大学附属昭和中学校入学、3年の卒業式と共に自ら音楽の道を目指し退学。県立高校卒業。
家族構成は父、母、兄、姉。「矢住」という珍しい本名は、熊本出身の父から由来している。

## 趣味
映画、運転、読書、宇宙、旅行、動物、通販。
特に映画はDVDのコレクションが趣味で、ホラーやサスペンスを中心にヒューマンドラマまで幅広く観賞する。今まで集めた総数700枚は超える。海外好き。イタリア、ドイツなどを好む。語学にも興味を持ち、イタリア語を勉強中。
本はミステリ物を中心に、イタリアに関する本なども愛読。
動物は犬、猫から始まり、どんな動物も愛する。今はチンチラのとうふと、スキニーギニアピッグのマキバオーを飼育中。猫のジジも共に生活する。

## ディスコグラフィー

### シングル
1. fall（2006年5月26日）
  1. fall
  2. UNDERWORLD
  3. STILL Crying
  4. your MISERY!
2. Be Strong（2007年2月7日）
  1. Be Strong（テレビ東京系アニメ『史上最強の弟子ケンイチ』主題歌）
  2. get away
  3. Be Strong(Instrumental)
  4. get away(Instrumental)
3. Be Strong（2007年5月16日）
  1. Be Strong
  2. to HEAVEN（映画『あなたを忘れない』挿入歌）
  3. Be Strong(Instrumental)
  4. to HEAVEN(Instrumental)
4. Perfect Fit / deep forest（2008年9月24日）
  1. Perfect Fit（テレビ東京系『モヤモヤさまぁ〜ず2』エンディングテーマ）
  2. deep forest（ニンテンドーDS『アヴァロンコード』主題歌）
  3. Perfect Fit (Original Karaoke)
  4. deep forest (Original Karaoke)
5. SLAVE（2009年8月26日）
  1. SLAVE
  2. Endless Sky
  3. SLAVE(Instrumental)
  4. Endless Sky(Instrumental)
6. HAPPINESS（2009年11月4日）
  1. HAPPINESS（ニンテンドーDS『ルーンファクトリー3』主題歌）
  2. Sweet Chicken Boy
  3. HAPPINESS(Instrumental)
  4. Sweet Chicken Boy(Instrumental)

### アルバム
1. DOCUMENT（2007年5月16日）
  1. I WILL KILL U
  2. ABNORMAL
  3. SEMI DOCUMENTARY
  4. to HEAVEN
  5. GOOD BYE
  6. DO NOT TURN YOUR BACK ON REALITY
  7. Take Me Darling
  8. GOING MY WAY
  9. FALL
  10. Like a Monkey
  11. get away
  12. Be Strong
  13. STILL Crying
  14. TEQUILA

1. Mysterious Circle（2010年5月26日）
  1. バタフライエフェクト
  2. Flashback
  3. 運命の分かれ道
  4. HAPPINESS
  5. 風のように -with Joe Rinoie-
  6. SLAVE
  7. deep forest
  8. Star Drops★ -for Unhappy Children-
  9. Perfect Fit
  10. 死にたい、でも生きていたい
  11. Endless Sky
  12. Sweet Chicken Boy